# Aerodramus unicolor
Aerodramus unicolor (лат.) — вид птиц семейства стрижиных.

## Описание
Стриж средних размеров с длиной тела 12 см. Хвост вильчатый, с неглубоким разрезом. Оперение сверху однородное тёмно-коричневое, у некоторых особей надхвостье немного более светлое, снизу — бледно-коричневое. Лапы голые.
Отличается от Aerodramus brevirostris немного более светлым и менее блестящим оперением в верхней части и слегка более длинным хвостом с более глубоким разрезом. Перья подхвостья также не такие чёрные. Кроме того, его размеры немного меньше (длина крыла у Aerodramus unicolor составляет 113—117 мм против 116—136 мм у Aerodramus brevirostris, принимая во внимание все подвиды последнего). Однако такую идентификацию возможно провести только на пойманной птице.
Представители данного таксона способны к эхолокации. Звуковые сигналы похожи на таковые у Aerodramus brevirostris. Птицы пронзительно щёлкают «chit-chit», иногда образуя «жизнерадостный хор» («livelier choruses»). Было отмечено, что птицы могут издавать очень грубые звуковые сигналы, напоминающие белощёкую болотную крачку (Chlidonias hybrida).

## Распространение
Основной средой обитания Aerodramus unicolor являются скалистые холмы, в которых есть подходящие для строительства гнёзд пещеры. В национальном парке Мудумалай в Индии эти холмы покрыты кустарником и сухим лиственным лесом. Часто птицы заселяют небольшие скалистые морские острова. Высота над уровнем моря может достигать 2200 метров.
Площадь ареала составляет 434 000 км² и включает территорию таких стран, как Индия и Шри Ланка. Птицы обитают на юго-западе Индии от штата Махараштра до штатов Керала и Тамилнад, включая горную цепь Западные Гаты, где их популяцию очень высока. В Шри Ланке данный вид стрижей является самым распространённым, птицы обитают на всей территории страны.
Птицы ведут оседлый образ жизни, однако в редких случаях могут долетать до Мальдив. В феврале 2004 года небольшую стаю птиц, относящихся либо к данному таксону, либо к Aerodramus brevirostris, видели на атолле Каафу, кроме того, была положительно идентифицирована одна птица на атолле Фаафу. Возможно, птиц видели и раньше, но в то время Aerodramus unicolor и Aerodramus brevirostris объединяли в один таксон.
Из-за сбора гнёзд численность данного вида сокращается. На Шри Ланке данная деятельность была запрещёна в 1964 году, однако продолжается незаконно, что затрудняет демографическую оценку. Обследование пещер, в которых ранее собирались гнёзда, показало, что они полностью заброшены. Вместе с тем Международный союз охраны природы относит Aerodramus unicolor к видам, находящимся под наименьшей угрозой.

## Питание
Птицы питаются летающими насекомыми. В составе рациона преобладают двукрылые (Diptera), полужесткокрылые (Hemiptera), перепончатокрылые (Hymenoptera), также присутствуют жесткокрылые (Coleoptera), стрекозы (Odonata) и ручейники (Trichoptera). В одном из анализов содержимое желудков четырёх птиц на 80 % состояло из остатков Ideocerus niveosparsus и Ideocerus atkinsoni, предположительно пойманных в соседнем манговом саду.
Обычно птицы предпочитают охотиться небольшими стаями размером до 6 особей. Известно, что птицы могут ловить насекомых ночью около источников света.

## Размножение
На юге Индии сезон размножения — с марта по июнь. На Шри-Ланке птицы начинают строить гнёзда в конце декабря или начале января, а в августе — сентябре откладывают вторую кладку, если гнездо не было собрано.
Птицы формируют тесные гнездовые колонии в пещерах, в том числе выходящих в сторону моря. Могут строить гнёзда в железнодорожных туннелях. Гнездо шириной 65—80 мм, глубиной 20—25 мм и весом 6—8 грамм прикрепляется к стенке пещеры. Основным материалом для строительства гнезда является затвердевшая белая слюна с редким содержанием травы, веточек, мха или перьев. Некоторые гнёзда почти целиком состоят из слюны и являются деликатесом в странах Азии. Расстояние между гнёздами в пещерах может составлять 5—20 см. Часто гнёзда заражены Cimex rotundatus.
Кладка состоит из двух белых яиц средним размером 20,9 на 13,5 мм. Родители кормят птенцов по ночам. Подросшие птенцы цепляются за гнездо с внешней стороны.
Птицы могут откладывать яйца на протяжении пяти лет.

## Систематика
Вид впервые был описан британским зоологом Томасом Джердоном в 1840 году на основе экземпляра, полученного в штате Тамилнад (Coonoor Pass) в Индии. Был ошибочно отнесён к ласточкам — Hirundo unicolor. Из-за относительной географической близости ареалов в разное время его включали в состав Гималайская салангана (Aerodramus brevirostris) или Саланганы-водорослееда (Aerodramus fuciphagus), связывали с маврикийской саланганой (Aerodramus francicus) и Aerodramus elaphrus. Связь с A. b. rogersi имела и морфологические обоснования. В настоящее время учёные предполагают, что птицы близки к группе Aerodramus vanikorensis, включающей помимо серой саланганы (Aerodramus vanikorensis) также Aerodramus inquietus, Aerodramus pelewensis, Aerodramus bartschi и Aerodramus salangana.
Долгое время данный вид был включён в состав рода саланган Collocalia, название Collocalia unicolor продолжает оставаться синонимичным.
В настоящее время Международный союз орнитологов относит Aerodramus unicolor к роду Aerodramus семейства стрижиных.